# زوزو شكيب
زوزو شكيب (12 أبريل 1909  - 14 سبتمبر 1978)، ممثلة مصرية.

## عن حياتها
هي «زينب شكيب»، بدأت حياتها الفنية على المسرح في دور صغير بمسرحية «الدكتور» 1929. شاركت في العديد من المسرحيات بداية مع فرقة الريحاني (التي التحقت بها حينما كان عمرها 16 عاما) ولاحقا مع فرقة فؤاد المهندس وقدمت عددا من المسرحيات وكانت قد اشتركت في بروفات مسرحية «إنها حقاً عائلة محترمة» ولكنها توفيت قبل أن تعرض وقامت بالدور بدلاً منها الفنانة القديرة أمينة رزق.
دخلت مجال التمثيل السينمائي عام 1937 بدور صغير في فيلم «مبروك» ومجال الإنتاج السينمائي مع شقيقتها ميمي شكيب وزوج شقيقتها سراج منير في العام 1945 بفيلم «قلوب دامية» من إخراج حسن عبد الوهاب.
توفيت الفنانة زوزو شكيب في 14 سبتمبر 1978 قبل أن يعرض آخر افلامها على شاشة السينما «رجب فوق صفيح ساخن» مع النجم عادل إمام.

## أعمالها

### المسرح
- الدكتور (1929)
- حكم قراقوش
- قسمتي

### السينما
| السنة | الأفلام                                                                           |
| ----- | --------------------------------------------------------------------------------- |
| 1937  | مبروك                                                                             |
| 1938  | أنا طبعي كده                                                                      |
| 1940  | تحت السلاح - الباشمقاول                                                           |
| 1941  | سي عمر                                                                            |
| 1943  | جوهرة - نداء القلب                                                                |
| 1945  | أحب البلدي - الحب الأول - أول الشهر - قلوب دامية                                  |
| 1946  | أحمر شفايف - هدمت بيتي - الأحدب - ملاك الرحمة - الطائشة - الخطيئة                 |
| 1947  | أبو حلموس - أسير الظلام - ثمرة الجريمة - ملائكة في جهنم - قلبي دليلي - فاطمة      |
| 1948  | فوق السحاب - خيال امرأة - الحب لا يموت                                            |
| 1949  | ذو الوجهين - القاتلة                                                              |
| 1950  | أيام شبابي - ساعة لقلبك                                                           |
| 1951  | أولادي - خضرة والسندباد القبلي                                                    |
| 1952  | أموال اليتامى - بشرة خير                                                          |
| 1953  | حكم قراقوش - حكم الزمان - ابن ذوات - مليون جنيه - ابن للإيجار - لحن حبي           |
| 1954  | قلوب الناس                                                                        |
| 1966  | إجازة بالعافية                                                                    |
| 1967  | قصر الشوق - إضراب الشحاتين                                                        |
| 1968  | مطاردة غرامية - المساجين الثلاثة - المتمردون - شنبو في المصيدة                    |
| 1969  | العتبة جزاز - الرجل المناسب                                                       |
| 1970  | لا لا ياحبيبي - عريس بنت الوزير - المراية - أنت اللي قتلت بابايا - نهاية الشياطين |
| 1971  | موعد مع الحبيب - رحلة لذيذة - الحب المحرم - ابنتي العزيزة - القتلة                |
| 1972  | ازمة سكن                                                                          |
| 1973  | البحث عن فضيحة                                                                    |
| 1974  | دنيا                                                                              |
| 1975  | مجانين بالوراثة - احترسي من الرجال يا ماما - البحث عن المتاعب                     |
| 1976  | لقاء هناك - المزيكا في خطر                                                        |
| 1979  | رجب فوق صفيح ساخن (صورته 1978 - عرض 1979)                                         |

## روابط خارجية
- زوزو شكيب على موقع IMDb (الإنجليزية)
- زوزو شكيب على موقع الدهليز
- زوزو شكيب على موقع قاعدة بيانات الأفلام العربية
- زوزو شكيب على موقع قاعدة بيانات الفيلم (الإنجليزية)